# GD Lam Pak
GD Lam Pak (celým názvem: Grupo Desportivo de Lam Pak) byl čínský fotbalový klub, který sídlil ve zvláštní správní oblasti Čínské lidové republiky Macao. Založen byl v roce 1988. V roce 2013 byl vyloučen z nejvyšší soutěže pro nedostatek financí. Následující sezónu se pak klub nepřihlásil ani do žádné ze dvou zbývajících fotbalových soutěží v Macau a od té doby nevykazuje žádnou sportovní činnost. Jednalo se o nejúspěšnější fotbalový klub Macaa, který je stále s devíti tituly rekordmanem nejvyšší fotbalové soutěže v zemi. Klubové barvy byly modrá a bílá.
Své domácí zápasy odehrával na stadionu Campo Desportivo da UCTM s kapacitou 1 684 diváků.

## Získané trofeje
Zdroj: 
- Liga de Elite ( 9× )
  - 1991/92, 1993/94, 1996/97, 1997/98, 1998/99, 2000/01, 2006, 2007, 2009
- Taça de Macau ( 1× )
  - 2012

## Umístění v jednotlivých sezonách
Stručný přehled
Zdroj: 
- 1991–2010: Campeonato da 1ª Divisão
- 2011–2013: Liga de Elite

Jednotlivé ročníky
Zdroj: 
Legenda: Z - zápasy, V - výhry, R - remízy, P - porážky, VG - vstřelené góly, OG - obdržené góly, +/- - rozdíl skóre, B - body, červené podbarvení - sestup, zelené podbarvení - postup, fialové podbarvení - reorganizace, změna skupiny či soutěže
| Portugalský Macao (1991 – 1999) |                          |        |     |     |     |     |     |     |     |     |        |
| Sezóny                          | Liga                     | Úroveň | Z   | V   | R   | P   | VG  | OG  | +/- | B   | Pozice |
| 1991/92                         | Campeonato da 1ª Divisão | 1      | ... | ... | ... | ... | ... | ... | ... | ... | 1.     |
| 1992/93                         | Campeonato da 1ª Divisão | 1      | ... | ... | ... | ... | ... | ... | ... | ... |        |
| 1993/94                         | Campeonato da 1ª Divisão | 1      | ... | ... | ... | ... | ... | ... | ... | ... | 1.     |
| 1994/95                         | Campeonato da 1ª Divisão | 1      | ... | ... | ... | ... | ... | ... | ... | ... |        |
| 1995/96                         | Campeonato da 1ª Divisão | 1      | ... | ... | ... | ... | ... | ... | ... | ... |        |
| 1996/97                         | Campeonato da 1ª Divisão | 1      | ... | ... | ... | ... | ... | ... | ... | ... | 1.     |
| 1997/98                         | Campeonato da 1ª Divisão | 1      | ... | ... | ... | ... | ... | ... | ... | ... | 1.     |
| 1998/99                         | Campeonato da 1ª Divisão | 1      | ... | ... | ... | ... | ... | ... | ... | ... | 1.     |
| Macao (1999 – 2013)             |                          |        |     |     |     |     |     |     |     |     |        |
| Sezóny                          | Liga                     | Úroveň | Z   | V   | R   | P   | VG  | OG  | +/- | B   | Pozice |
| 1999/00                         | Campeonato da 1ª Divisão | 1      | 12  | ... | ... | ... | 33  | 11  | +22 | 28  | 2.     |
| 2000/01                         | Campeonato da 1ª Divisão | 1      | 14  | 12  | 2   | 0   | 52  | 5   | +47 | 38  | 1.     |
| 2001/02                         | Campeonato da 1ª Divisão | 1      | 14  | 9   | 1   | 4   | 46  | 12  | +34 | 28  | 3.     |
| 2002/03                         | Campeonato da 1ª Divisão | 1      | 11  | ... | ... | ... | ... | ... | ... | 14  | 4.     |
| 2003/04                         | Campeonato da 1ª Divisão | 1      | 10  | 3   | 3   | 4   | ... | ... | ... | 12  | 4.     |
| 2005                            | Campeonato da 1ª Divisão | 1      | 14  | 9   | 2   | 3   | 37  | 13  | +24 | 29  | 2.     |
| 2006                            | Campeonato da 1ª Divisão | 1      | 18  | 15  | 3   | 0   | 64  | 8   | +56 | 48  | 1.     |
| 2007                            | Campeonato da 1ª Divisão | 1      | 18  | 15  | 1   | 2   | 63  | 10  | +53 | 46  | 1.     |
| 2008                            | Campeonato da 1ª Divisão | 1      | 14  | 11  | 2   | 1   | 50  | 14  | +36 | 35  | 2.     |
| 2009                            | Campeonato da 1ª Divisão | 1      | 14  | 13  | 0   | 1   | 57  | 8   | +49 | 39  | 1.     |
| 2010                            | Campeonato da 1ª Divisão | 1      | 9   | 6   | 1   | 2   | 21  | 12  | +9  | 19  | 3.     |
| 2011                            | Liga de Elite            | 1      | 18  | 9   | 2   | 7   | 46  | 30  | +16 | 29  | 4.     |
| 2012                            | Liga de Elite            | 1      | 18  | 8   | 4   | 6   | 41  | 32  | +9  | 28  | 4.     |
| 2013                            | Liga de Elite            | 1      | 18  | 12  | 0   | 6   | 55  | 22  | +33 | 36  | 4.     |

## Účast v asijských pohárech
Zdroj: 
| Ročník  | Soutěž                    | Kolo    | Klub            | Doma       | Venku      | Celkem     |
| ------- | ------------------------- | ------- | --------------- | ---------- | ---------- | ---------- |
| 1995    | Asijské mistrovství klubů | 1. kolo | Ilhwa Chunma    | 0:3        | 0:5        | 0:8        |
| 1996/97 | Pohár vítězů pohárů AFC   | 1. kolo | Hải Phòng FC    | Kontumačně | Kontumačně | Kontumačně |
| 1999/00 | Asijské mistrovství klubů | 1. kolo | Sinthana FC     | 0:2        | 1:7        | 1:9        |
| 2001/02 | Asijské mistrovství klubů | 1. kolo | Happy Valley AA | 0:5        | 0:7        | 0:12       |